# Bédu
Pour les articles homonymes, voir Dumont.
Bédu, de son vrai nom Bernard Dumont, né le 11 avril 1948 à Ciney (province de Namur), est un dessinateur et scénariste de bande dessinée belge.

## Biographie
Bernard Dumont naît le 11 avril 1948 à Ciney.
Il obtient une licence de sciences économiques à l'université de Louvain et écrit un mémoire intitulé La Formation des prix en système socialiste soviétique. Mais les tests psychotechniques passés ensuite en entreprise l'éloignent du monde financier.
C'est à cette époque qu'il illustre le magazine étudiant L'Ergot et adopte le pseudonyme de Bédu. En 1972, il se tourne vers la bande dessinée en intégrant l'atelier de Berck pour perfectionner sa formation autodidacte de dessinateur et ce pendant trois ans,.
Bédu commence sa carrière d'auteur dans le Journal de Tintin en 1975 avec la série animalière Beany, le raton-laveur qui comptera une dizaine d’histoires courtes. Il enchaîne avec Le P'tit Prof en 1977, sur des scénarios de Christian Blareau. Plusieurs récits complets à thème paraissent dans Tintin et un album est publié dans la collection « Bédé-Chouette » au Lombard (un autre le sera chez Loup en 2005). Puis vient la série Ali Béber en 1979, dans une ambiance à la Mille et Une Nuits, toujours sur un scénario de Blareau (3 albums publiés dans collection « Bédé-Chouette » au Lombard de 1985 à 1987). 
C'est en 1981 que Bédu se lance en tant qu'auteur complet avec Hugo, l'histoire d'un trouvère dans un Moyen Âge fantastique, proche de l'univers de l'heroic fantasy (5 albums publiés au Lombard de 1981 à 1990).
En 1983, le scénariste Bob de Groot lui confie la succession de Turk pour la série Clifton, dont il assure le dessin du tome 11 au tome 16 ainsi que le scénario du tome 14 au tome 16. Il quitte la série en 1995.
Entre-temps, il crée en 1992 la série Les Psy dans le Journal de Spirou, sur des scénarios de Raoul Cauvin. Il réalise 22 tomes jusqu'en 2019,. 
Puis, il lance seul Sangdragon, une histoire d'heroic fantasy moyenâgeuse pour laquelle il adopte un style semi-réaliste. Sa prépublication commence en 2023 dans Spirou no 4468-4469 et elle est publiée comme one shot par Dupuis en 2024,.

### Vie privée
En 2010, Bédu demeure dans la proche banlieue de Bruxelles, consacrant ses loisirs à l'apprentissage du solfège et du piano.

## Œuvres

### Revues et journaux
- Beany, le raton-laveur (1975-1977[34])

### Expositions
- Itinéraire des lettres hainuyères, Arts et Métiers de La Louvière, du 21 au 31 janvier 2003[35].

### Collections publiques
Une œuvre de cet artiste est conservée au Centre belge de la bande dessinée et fait partie du patrimoine mobilier de la région Bruxelles-Capitale.

## Réception

### Postérité
Selon Patrick Gaumer, Bédu est l'un des plus dignes représentants de la bande dessinée classique et tout public.

#### Livres
: document utilisé comme source pour la rédaction de cet article.
- Henri Filippini, Dictionnaire de la bande dessinée, Paris, Bordas, 1989, 731 p., ill. ; 27 cm (ISBN 2-04-018455-4, OCLC 1244909550, BNF 35065653, présentation en ligne), p. 122, 123, 247, 585.
- Jean-Louis Lechat, Un demi-siècle d’aventures t. 2 : 1970 - 1996, Bruxelles, Le Lombard, 5 décembre 1996, 224 p., ill. ; 31 cm (ISBN 280361233X, OCLC 37995939, BNF 37539082, présentation en ligne), p. 51, 55, 64, 65, 69, 79, 91, 93, 95,  119, 128. .
- Jean Pirotte (dir.) et Luc Courtois, Du régional à l'universel. : L'imaginaire wallon dans la bande dessinée., Louvain-la-Neuve, Fondation wallonne Pierre-Marie et Jean-François Humblet, 1999, 310 p. (ISBN 978-2-9600072-3-7 et 2960007239, OCLC 1075833932), p. 205 lire sur Google Livres
- Jacques Fiérain, « Bédu », dans La BD à Bruxelles et en Brabant, Charleroi, Éd. l'Âge d'or, avril 2003, 144 p., ill. ; 31 cm (ISBN 9782960119664 et 2960119665, OCLC 470388171, présentation en ligne), p. 7.
- Patrick Gaumer, « Bédu », dans Dictionnaire mondial de la BD, Paris, Larousse, 2010, 953 p., ill. ; 27 cm (ISBN 978-2-0358-4331-9 et 2-0358-4331-6, OCLC 920924930, présentation en ligne), p. 69. .
- Philippe Mellot, Michel Denni, Laurent Turpin et Isabelle Morzadec, Trésors de la bande dessinée : BDM 2025-2026 - Catalogue encyclopédique et Argus, Paris, Les Arènes, novembre 2024, 24e éd., 1839 p., ill. ; 23 cm (ISBN 979-10-37512-61-1, OCLC 1478218824, présentation en ligne), p. 45, 341, 683, 1085, 1148, 1149, 1248. .

#### Analyses critiques
- « Reward : Bédu », Tintin, Le Lombard, no 29,‎ 19 juillet 1977.
- David Taugis, « Les Psy - T. 14 : Zen ! - Bédu & Cauvin - Dupuis », ActuaBD,‎ 14 novembre 2006 (lire en ligne)
- Jean-Pierre Fuéri, « La Galerie des illustres », Spirou, Dupuis, no 3676,‎ 24 septembre 2008 (ISSN 0771-8071).
- David Taugis, « Les Psy : Bonjour l’angoisse - Par Bédu et Cauvin - Éd. Dupuis », ActuaBD,‎ 24 janvier 2010 (lire en ligne)
- Nicolas Anspach, « Les Psy - T17 : "Pourquoi un Psy ?" - Par Cauvin et Bedu - Dupuis », ActuaBD,‎ 12 novembre 2010 (lire en ligne)
- Henri Filippini, « « Les Psy T21 : Je me sens mieux ! » par Bédu et Raoul Cauvin », BDzoom,‎ 9 mai 2016 (lire en ligne).

#### Interviews
- Bédu (interviewé par Nicolas Anspach et Marc Carlot), « Interview Bédu », Auracan,‎ 2001 (lire en ligne, consulté le 28 octobre 2022)
- Bédu (interviewé par Nicolas Anspach), « Bédu : "J’ai dû travailler pour cerner les expressions des personnages" », ActuaBD,‎ 1er avril 2008 (lire en ligne, consulté le 10 décembre 2022).
- Bédu et Jean-Sébastien Chabannes, « Bédu : "Je peux passer des heures sur une seule case" », sur ActuaBD, 18 avril 2013
- Raoul Cauvin et Bédu (interviewés par Alexis Seny), « Les psy ont de l’avenir sur le divan, Raoul Cauvin et Bédu s’amusent toujours (Interview) », Branchés Culture,‎ 25 octobre 2014 (lire en ligne, consulté le 10 décembre 2022).
- Bédu (interviewé par Christian Missia Dio), « Bédu : "L’arrêt de la série Hugo a été une petite mort pour moi" », ActuaBD,‎ 5 septembre 2016 (lire en ligne, consulté le 11 août 2023)
- Bédu (interviewé par Charles-Louis Detournay), « Bédu : « L’arrêt des Psy me relance dans un nouveau projet » », ActuaBD,‎ 17 juin 2019 (lire en ligne, consulté le 10 décembre 2022).

### Vidéographie
- [vidéo] « Bédu, Les Psy », sur YouTube